# 어원학

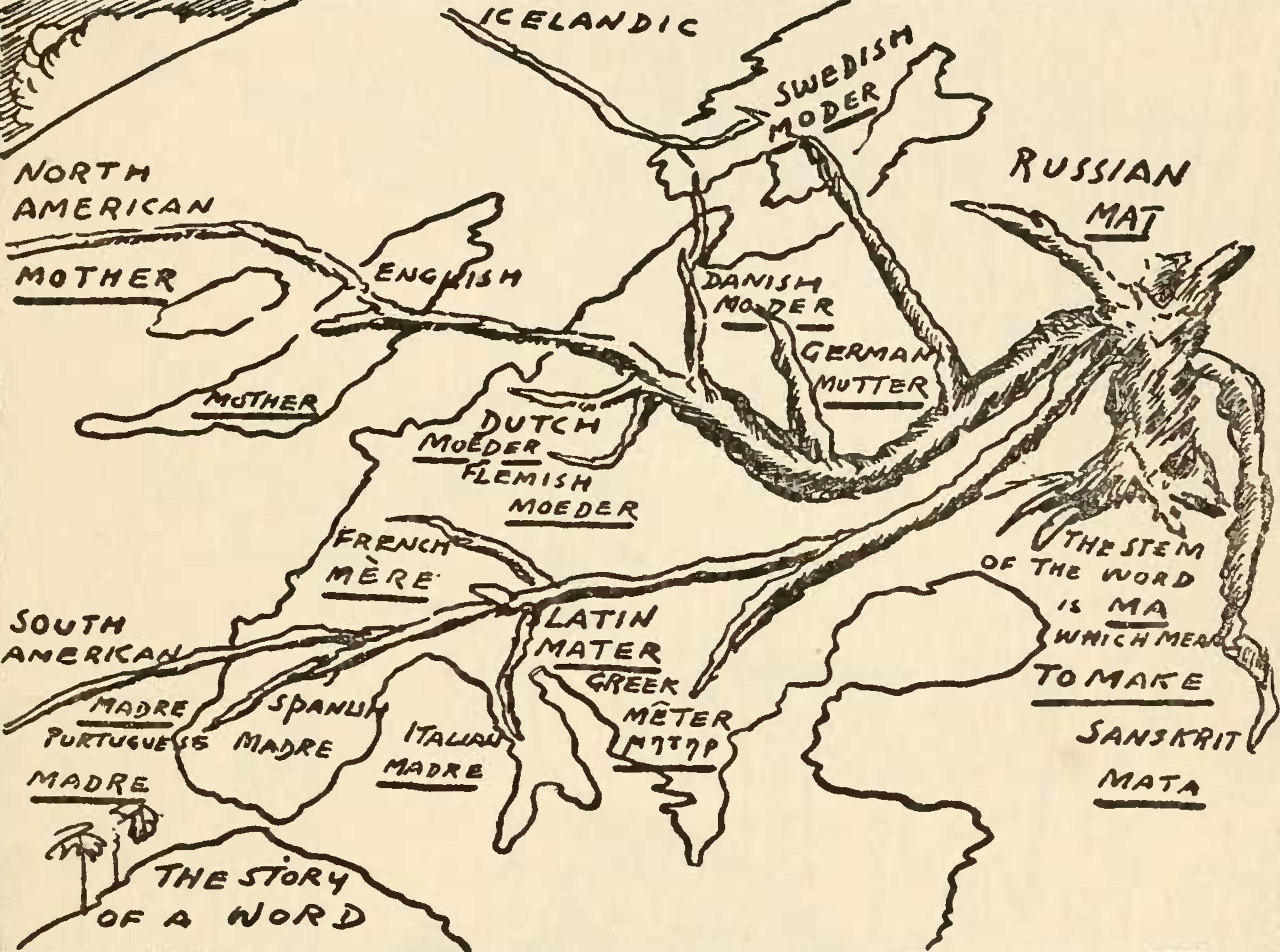
단어 "mother"의 변천에 대한 가설을 나타낸 그림

어원학(語原學, 영어: etymology)은 단어의 역사, 즉 그 단어가 어디에서부터 왔으며, 단어의 형태와 의미가 시간이 흐르면서 어떻게 변화되었는가를 연구하는 학문이다.
오랜 기간 글로 쓰였던 언어에서, 초기에는 단어가 어떤 식으로 사용되었고 언제 그 언어로 유입되었는가에 관한 지식을 얻기 위해 그 언어로 쓰였거나 그와 관계있는 문헌 사료들이 이용된다. 또한 이용 가능한 어떤 직접적인 정보도 남아 있지 않은 오래된 언어에 관한 정보를 재현하기 위해 비교언어학적 방법을 적용하기도 한다. 비교학적 방법이라고 알려진 기술을 이용해 그와 관계있는 다른 언어를 분석함으로써, 그들의 부모 언어와 그 어휘에 관해 추론할 수가 있다. 이러한 방법으로, 어근이 발견되면 예를 들어 인도-유럽어족과 같은 가장 기본적인 근원까지 거슬러 올라갈 수 있다.
본래 어원 연구가 문헌학적 전통으로부터 형성된 것이긴 하나, 오늘날에는 우랄어족이나 오스트로네시아어족과 같은 이용 가능한 자료가 거의 남아있지 않은 어족에서도 많이 이루어지고 있다.

## 방법
어원학자들은 단어의 기원을 연구하기 위해 몇 가지 방법들을 적용하는데, 그 중 일부는 다음과 같다.
- 문헌학적 연구. 단어가 가진 형태와 의미의 변화는 이용 가능한 옛 문헌 사료를 참조함으로써 밝혀낼 수 있다.
- 방언 자료의 이용. 단어의 형태와 의미는 방언들 사이에서 차이를 보이는데, 이를 통해 초기 역사에 대한 실마리를 찾아낼 수 있다.
- 비교학적 방법. 관계있는 다른 언어와의 체계적인 비교를 통해, 단어가 어떤 공통적인 모어로부터 파생되었고, 또 대신에 어떤 다른 언어에서 차용되었는지 간파할 수 있다.
- 의미 변화에 관한 연구. 때로는 특정한 단어의 의미 변화에 관한 가설을 만들어야 한다. 이러한 가설들은 의미 변화에 관한 일반적인 지식에 의거하여 검사된다. 예를 들어, 특정 의미 변화에 대한 가정은 같은 형태의 변화가 다른 종류의 언어에서도 자주 일어났음을 보임으로써 증명될 수 있다.

## 단어 기원의 종류
어원학 이론에서는 그리 많지 않은 수의 기본 메커니즘만을 통해 한 언어에서 단어가 비롯될 수 있다고 여겨진다. 그 중 가장 대표적인 것은 다른 언어에서 온 외래어의 차용, 파생이나 합성과 같은 방법, 또는 의성어나 음성 상징(이를태면 "클릭"과 같은 단어)으로서 만들어지는 방법 등이 있다.
한편, 때로 새로이 나타난 단어가 그 기원이 어느 정도 명백한 경우라도, 소리나 의미의 변화로 인해 시간이 흐르면서 이는 점점 애매모호해지는 경향이 있다. 음성 변화로 인해 영어에서 단어 ‘set’이 ‘sit’과 관계가 있다는 사실은 단번에 눈치체기 어려우며(본래 set은 sit의 사역형이다), 마찬가지로 ‘bless’가 ‘blood’로부터 파생되었다는 것 역시 알아차리기 힘들다(‘bless’는 ‘피 자국을 새기다’ 또는 그와 비슷한 의미로부터 파생된 단어이다). 의미 변화도 함께 일어날 수 있다. 예를 들어, 영어 단어 ‘bead’는 본래 “기도”를 의미했으나, 염주로 기도를 세는 관례로 인해 현재와 같이 ‘염주’라는 의미를 가지게 되었다.

## 같이 보기
- 동계어
- 민간어원
- 역사언어학
- 조상 언어
- 신조어
- 문헌학